# Acis
Acis a fost un tânăr păstor din Sicilia, fiul lui Faunus și al nimfei Symaethis. Iubit de Galatea, Acis trezește gelozia ciclopului Polifem, care-l ucide, strivindu-l sub o stâncă. Nefericitul tânăr e metamorfozat de Galatea într-un râu ce-i poartă numele și care izvorăște din muntele Etna. 
1. ↑  RSKD / Pan[*] Verificați valoarea |titlelink= (ajutor)